# European Silver League maschile 2021
L'European Silver League 2021 si è svolta dal 21 maggio al 6 giugno 2021: al torneo hanno partecipato otto squadre nazionali europee e la vittoria finale è andata per la prima volta alla Danimarca.

## Regolamento

### Formula
La formula ha previsto:
- Fase a gironi, disputata con girone all'italiana, con gare di andata e ritorno: la prima classificata di ogni girone, la migliore seconda classificata e la squadra del paese organizzatore (nel caso in cui sia stata tra le prime due opzioni, si è qualificata la seconda migliore seconda classificata) hanno acceduto alla fase finale.
- Fase finale, disputata con semifinali, finale per il terzo posto e finale: la vincitrice è promossa alla European Golden League 2022.

### Criteri di classifica
Se il risultato finale è stato di 3-0 o 3-1 sono stati assegnati 3 punti alla squadra vincente e 0 a quella sconfitta, se il risultato finale è stato di 3-2 sono stati assegnati 2 punti alla squadra vincente e 1 a quella sconfitta.
L'ordine del posizionamento in classifica è stato definito in base a:
- Numero di partite vinte;
- Punti;
- Ratio dei set vinti/persi;
- Ratio dei punti realizzati/subiti;
- Risultati degli scontri diretti.

## Squadre partecipanti
| Squadra            | Qualificazione | Ultima partecipazione       |
| ------------------ | -------------- | --------------------------- |
| Austria            | Wild card      | European Silver League 2019 |
| Cipro              | Wild card      | Debutto                     |
| Croazia            | Wild card      | European Silver League 2018 |
| Danimarca          | Wild card      | European Silver League 2019 |
| Israele            | Wild card      | Debutto                     |
| Lussemburgo        | Wild card      | Debutto                     |
| Macedonia del Nord | Wild card      | European Silver League 2018 |
| Ungheria           | Wild card      | European Silver League 2019 |

## Torneo

### Fase a gironi
| Girone A           | Girone B    |
| ------------------ | ----------- |
| Cipro              | Austria     |
| Danimarca          | Croazia     |
| Israele            | Lussemburgo |
| Macedonia del Nord | Ungheria    |

#### Girone A

##### Risultati
| 21 maggio 2021 Sportska sala Park, Strumica Durata: 2h:10 - Spettatori: 0 | Danimarca          | 3 - 2 | Israele            | 21-25, 26-24, 17-25, 26-24, 15-12 |
| 21 maggio 2021 Sportska sala Park, Strumica Durata: 1h:18 - Spettatori: 0 | Cipro              | 0 - 3 | Macedonia del Nord | 21-25, 21-25, 21-25               |
| 22 maggio 2021 Sportska sala Park, Strumica Durata: 1h:22 - Spettatori: 0 | Danimarca          | 3 - 0 | Cipro              | 25-23, 25-22, 25-20               |
| 22 maggio 2021 Sportska sala Park, Strumica Durata: 2h:03 - Spettatori: 0 | Israele            | 1 - 3 | Macedonia del Nord | 25-21, 22-25, 23-25, 29-31        |
| 23 maggio 2021 Sportska sala Park, Strumica Durata: 2h:15 - Spettatori: 0 | Israele            | 3 - 2 | Cipro              | 25-14, 25-27, 25-27, 25-21, 18-16 |
| 23 maggio 2021 Sportska sala Park, Strumica Durata: 1h:23 - Spettatori: 0 | Macedonia del Nord | 0 - 3 | Danimarca          | 21-25, 23-25, 24-26               |
| 28 maggio 2021 Antvorskovhallen, Slagelse Durata: 1h:19 - Spettatori: 0   | Israele            | 0 - 3 | Cipro              | 23-25, 23-25, 17-25               |
| 28 maggio 2021 Antvorskovhallen, Slagelse Durata: 1h:20 - Spettatori: 0   | Macedonia del Nord | 3 - 0 | Danimarca          | 25-23, 25-17, 25-21               |
| 29 maggio 2021 Antvorskovhallen, Slagelse Durata: 2h:09 - Spettatori: 0   | Israele            | 1 - 3 | Macedonia del Nord | 25-16, 30-32, 29-31, 23-25        |
| 29 maggio 2021 Antvorskovhallen, Slagelse Durata: 1h:05 - Spettatori: 0   | Danimarca          | 3 - 0 | Cipro              | 25-11, 25-20, 25-13               |
| 30 maggio 2021 Antvorskovhallen, Slagelse Durata: 1h:36 - Spettatori: 0   | Cipro              | 1 - 3 | Macedonia del Nord | 22-25, 18-25, 25-18, 22-25        |
| 30 maggio 2021 Antvorskovhallen, Slagelse Durata: 1h:12 - Spettatori: 0   | Danimarca          | 0 - 3 | Israele            | 22-25, 20-25, 21-25               |

##### Classifica
| Pos. | Squadra            | Pt | G | V | P | SV | SP | Ratio | PF  | PS  | Ratio |
| ---- | ------------------ | -- | - | - | - | -- | -- | ----- | --- | --- | ----- |
| 1.   | Macedonia del Nord | 15 | 6 | 5 | 1 | 15 | 6  | 2,500 | 517 | 493 | 1,048 |
| 2.   | Danimarca          | 11 | 6 | 4 | 2 | 12 | 8  | 1,500 | 455 | 437 | 1,041 |
| 3.   | Israele            | 6  | 6 | 2 | 4 | 10 | 14 | 0,714 | 572 | 554 | 1,032 |
| 4.   | Cipro              | 4  | 6 | 1 | 5 | 6  | 15 | 0,400 | 439 | 499 | 0,879 |

      Qualificata alle semifinali.

#### Girone B

##### Risultati
| 21 maggio 2021 Johann Pölz Halle, Amstetten Durata: 1h:32 - Spettatori: 0   | Croazia     | 3 - 1 | Lussemburgo | 29-31, 25-12, 25-16, 25-20        |
| 21 maggio 2021 Johann Pölz Halle, Amstetten Durata: 1h:49 - Spettatori: 0   | Austria     | 2 - 3 | Ungheria    | 25-23, 25-18, 20-25, 15-25, 13-15 |
| 22 maggio 2021 Johann Pölz Halle, Amstetten Durata: 1h:04 - Spettatori: 0   | Ungheria    | 3 - 0 | Lussemburgo | 25-16, 25-23, 25-19               |
| 22 maggio 2021 Johann Pölz Halle, Amstetten Durata: 1h:58 - Spettatori: 0   | Croazia     | 3 - 2 | Austria     | 23-25, 25-21, 25-16, 20-25, 15-10 |
| 23 maggio 2021 Johann Pölz Halle, Amstetten Durata: 1h:36 - Spettatori: 20  | Ungheria    | 3 - 1 | Croazia     | 25-19, 21-25, 25-22, 25-20        |
| 23 maggio 2021 Johann Pölz Halle, Amstetten Durata: 1h:11 - Spettatori: 120 | Lussemburgo | 0 - 3 | Austria     | 19-25, 22-25, 21-25               |
| 27 maggio 2021 d'Coque, Lussemburgo Durata: 1h:07 - Spettatori: 40          | Austria     | 0 - 3 | Ungheria    | 21-25, 21-25, 18-25               |
| 27 maggio 2021 d'Coque, Lussemburgo Durata: 1h:14 - Spettatori: 0           | Croazia     | 3 - 0 | Lussemburgo | 25-19, 25-16, 25-17               |
| 28 maggio 2021 d'Coque, Lussemburgo Durata: 1h:21 - Spettatori: 84          | Ungheria    | 0 - 3 | Croazia     | 21-25, 24-26, 21-25               |
| 29 maggio 2021 d'Coque, Lussemburgo Durata: 1h:51 - Spettatori: 50          | Croazia     | 2 - 3 | Austria     | 17-25, 25-20, 23-25, 25-10, 10-15 |
| 29 maggio 2021 d'Coque, Lussemburgo Durata: 1h:07 - Spettatori: 150         | Ungheria    | 3 - 0 | Lussemburgo | 25-20, 25-16, 25-22               |
| 30 maggio 2021 d'Coque, Lussemburgo Durata: 1h:16 - Spettatori: 150         | Lussemburgo | 3 - 0 | Austria     | 25-23, 25-22, 25-22               |

##### Classifica
| Pos. | Squadra     | Pt | G | V | P | SV | SP | Ratio | PF  | PS  | Ratio |
| ---- | ----------- | -- | - | - | - | -- | -- | ----- | --- | --- | ----- |
| 1.   | Ungheria    | 14 | 6 | 5 | 1 | 15 | 6  | 2,500 | 493 | 436 | 1,130 |
| 2.   | Croazia     | 12 | 6 | 4 | 2 | 15 | 9  | 1,666 | 549 | 485 | 1,132 |
| 3.   | Austria     | 7  | 6 | 2 | 4 | 10 | 14 | 0,714 | 492 | 526 | 0,935 |
| 4.   | Lussemburgo | 3  | 6 | 1 | 5 | 4  | 15 | 0,266 | 384 | 471 | 0,815 |

      Qualificata alle semifinali.

### Fase finale
|  | Semifinali | Semifinali         | Semifinali |                 |    | Finale             | Finale    | Finale |
|  |            |                    |            |                 |    |                    |           |        |
|  | 1A         | Macedonia del Nord | 3          |                 |    |                    |           |        |
|  | 1A         | Macedonia del Nord | 3          |                 |    |                    |           |        |
|  | 2B         | Croazia            | 2          |                 |    |                    |           |        |
|  | 2B         | Croazia            | 2          |                 | 1A | Macedonia del Nord | 1         |        |
|  |            |                    |            |                 | 1A | Macedonia del Nord | 1         |        |
|  |            |                    |            |                 |    | 2A                 | Danimarca | 3      |
|  | 1B         | Ungheria           | 1          |                 |    | 2A                 | Danimarca | 3      |
|  | 1B         | Ungheria           | 1          |                 |    |                    |           |        |
|  | 2A         | Danimarca          | 3          |                 |    |                    |           |        |
|  | 2A         | Danimarca          | 3          | Finale 3° posto |    |                    |           |        |
|  |            |                    |            |                 |    |                    |           |        |
|  |            |                    |            |                 |    | 2B                 | Croazia   | 2      |
|  |            |                    |            |                 |    | 2B                 | Croazia   | 2      |
|  |            |                    |            |                 |    | 1B                 | Ungheria  | 3      |

#### Semifinali
| 5 giugno 2021 Sportska sala Park, Strumica Durata: 2h:14 - Spettatori: 600 | Macedonia del Nord | 3 - 2 | Croazia   | 15-25, 25-19, 25-22, 21-25, 15-12 |
| 5 giugno 2021 Sportska sala Park, Strumica Durata: 1h:40 - Spettatori: 80  | Ungheria           | 1 - 3 | Danimarca | 26-24, 17-25, 11-25, 27-29        |

#### Finale 3º posto
| 6 giugno 2021 Sportska sala Park, Strumica Durata: 2h:03 - Spettatori: 50 | Croazia | 2 - 3 | Ungheria | 18-25, 25-18, 23-25, 25-19, 13-15 |

#### Finale
| 6 giugno 2021 Sportska sala Park, Strumica Durata: 2h:09 - Spettatori: 700 | Macedonia del Nord | 1 - 3 | Danimarca | 25-23, 19-25, 25-27, 19-25 |

## Classifica finale
| Pos | Squadra            | Rosa |
| --- | ------------------ | --- |
|     | Danimarca          | Formazione: 1 Hjorth, 3 Bach, 5 Friis, 6 Vinther, 8 Jacobsen, 10 F. Dahl, 11 Hoff, 12 K. Madsen, 13 Kjær, 17 Nielsen, 18 Mikelsons, 20 U. Dahl, 21 Jensen, 22 O. Madsen, CT: Knudsen                                                           |
|     | Macedonia del Nord | Formazione: 1 Angelovski, 2 Ǵ. Ǵorǵiev, 4 N. Ǵorǵiev, 5 Milev, 7 Nakov, 8 Ljaftov, 11 Despotovski, 12 Nikolovski, 15 Madjunkov, 16 Iliev, 17 Kostikj, 18 Mihailov, 19 Nikolov, 20 Savovski, CT: Matijašević                                    |
|     | Ungheria           | Formazione: 1 Szabó, 2 Bozóki, 3 Nagy, 4 Pesti, 6 Magyar, 8 Gergye, 10 Blázsovics, 12 Horváth, 13 Dávid, 14 Pádár, 15 Keen, 20 Dahl, 21 Kiss, 22 Gacs, CT: Koch                                                                                |
| 4   | Croazia            | Formazione: 2 Bakonji, 3 Brčić, 4 Hanžič, 5 Mitrašinović, 7 Sedlaček, 8 Šarčević, 9 Đukić, 10 Šestan, 12 Ivančić, 13 Pervan, 14 Marelić, 16 Andrić, 19 Zeljković, 20 Nikačević, CT: Zanini                                                     |
| 5   | Austria            | Formazione: 1 Kroiss, 3 Wohlfahrtstätter, 5 Kratz, 7 Kremer, 10 Schedl, 11 Berger, 13 Thaller, 14 Ringseis, 17 Grabmüller, 20 Kühl, 21 Ecker, 22 Zaller, 23 Jurkovics, 25 Etlinger, CT: Kos                                                    |
| 5   | Israele            | Formazione: 1 Osokin, 2 Katzenelson, 3 Hershko, 6 Batchkala, 7 Ariel, 8 Saada, 9 Zimlanuchin, 10 Genis, 12 Hazan, 13 Roitman, 15 Sessler, 16 David, 17 Haver, 18 Sokolov, 21 Goldrin, CT: Katz                                                 |
| 7   | Cipro              | Formazione: 1 O. Savvidīs, 2 A. Savvidīs, 3 Geōrgiou, 4 Charalampidīs, 5 Chrysostomou, 6 Strougkarevits, 7 Iakōvou, 9 Charidīmou, 10 Skordīs, 11 Prodromou, 12 Alexiou, 14 Antōniou, 15 Siapanīs, 17 Eleutheriou, 18 Michaīl, CT: Cannestracci |
| 7   | Lussemburgo        | Formazione: 1 Si. Marinho, 2 Sa. Marinho, 3 Gajin, 4 Ginter, 6 Braas, 7 Esselin, 8 Bollendorff, 9 Konstantinou, 11 Laevaert, 12 Hoffmann, 13 Erpelding, 14 Zuidberg, 15 Feit, 16 Glesener, 17 Funk, 19 Galoppo, CT: Van Landeghem              |

|  | Promossa in European Golden League 2022 |

## Statistiche
| Rendimento individuale | Rendimento individuale | Rendimento individuale | Rendimento individuale |
| Pos.                   | Nome                   | Punti                  | Squadra                |
| ---------------------- | ---------------------- | ---------------------- | ---------------------- |
| 1                      | Nikola Ǵorǵiev         | 161                    | Macedonia del Nord     |
| 2                      | Mads Jensen            | 131                    | Danimarca              |
| 3                      | Tomislav Mitrašinović  | 125                    | Croazia                |
| 4                      | Aleksandar Ljaftov     | 110                    | Macedonia del Nord     |
| 5                      | Nikolaos Eleutheriou   | 107                    | Cipro                  |
| 6                      | Tamir Hershko          | 102                    | Israele                |
| 7                      | Marko Sedlaček         | 101                    | Croazia                |
| 8                      | Filip Šestan           | 100                    | Croazia                |
| 9                      | Clemens Ecker          | 98                     | Austria                |
| 10                     | Sōtīrīs Siapanīs       | 94                     | Cipro                  |
| 10                     | Oskar Madsen           | 94                     | Danimarca              |

| Attacchi vincenti | Attacchi vincenti     | Attacchi vincenti | Attacchi vincenti  |
| Pos.              | Nome                  | Punti             | Squadra            |
| ----------------- | --------------------- | ----------------- | ------------------ |
| 1                 | Nikola Ǵorǵiev        | 147               | Macedonia del Nord |
| 2                 | Tomislav Mitrašinović | 108               | Croazia            |
| 3                 | Mads Jensen           | 105               | Danimarca          |
| 4                 | Nikolaos Eleutheriou  | 93                | Cipro              |
| 5                 | Tamir Hershko         | 91                | Israele            |
| 6                 | Clemens Ecker         | 88                | Austria            |
| 7                 | Sōtīrīs Siapanīs      | 87                | Cipro              |
| 8                 | Aleksandar Ljaftov    | 82                | Macedonia del Nord |
| 9                 | Mateja Gajin          | 80                | Lussemburgo        |
| 9                 | Ido David             | 80                | Israele            |
| 9                 | Filip Šestan          | 80                | Croazia            |

| Muri vincenti | Muri vincenti         | Muri vincenti | Muri vincenti      |
| Pos.          | Nome                  | Punti         | Squadra            |
| ------------- | --------------------- | ------------- | ------------------ |
| 1             | Kruno Nikačević       | 28            | Croazia            |
| 2             | Risto Nikolov         | 23            | Macedonia del Nord |
| 3             | Alpár Szabó           | 22            | Ungheria           |
| 4             | Genadi Sokolov        | 18            | Israele            |
| 5             | Rasmus Mikelsons      | 17            | Danimarca          |
| 6             | Aggelos Alexiou       | 16            | Cipro              |
| 6             | Marko Sedlaček        | 16            | Croazia            |
| 8             | Aleksandar Ljaftov    | 15            | Macedonia del Nord |
| 9             | Filip Šestan          | 14            | Croazia            |
| 10            | Nikolas Bach          | 13            | Danimarca          |
| 10            | Mads Jensen           | 13            | Danimarca          |
| 10            | Tomislav Mitrašinović | 13            | Croazia            |

| Battute vincenti | Battute vincenti   | Battute vincenti | Battute vincenti   |
| Pos.             | Nome               | Punti            | Squadra            |
| ---------------- | ------------------ | ---------------- | ------------------ |
| 1                | Krisztián Pádár    | 24               | Ungheria           |
| 2                | Oskar Madsen       | 15               | Danimarca          |
| 3                | Mads Jensen        | 13               | Danimarca          |
| 3                | Aleksandar Ljaftov | 13               | Macedonia del Nord |
| 5                | Tobias Kjær        | 12               | Danimarca          |
| 6                | Sandro Đukić       | 10               | Croazia            |
| 7                | Rasmus Nielsen     | 9                | Danimarca          |
| 8                | Marcell Pesti      | 7                | Ungheria           |
| 8                | Chris Zuidberg     | 7                | Lussemburgo        |
| 8                | Marko Sedlaček     | 7                | Croazia            |